# Лоулер, Робби
Роберт Гленн «Робби» Лоулер (англ. Robert Glenn Lawler; род. 20 марта 1982 года, Сан-Диего, Калифорния, США) — американский боец смешанных единоборств, выступавший в UFC с 2002 года. Бывший чемпион UFC полусреднем весе.
За свою профессиональную карьеру в ММА, Лоулер одержал победы над такими известными бойцами, как Мурилу Руа, Мелвин Манхуф, Джош Косчек, Рори Макдональд, Джейк Элленбергер, Джони Хендрикс, Ник Диаз, Мэтт Браун, Дональд Серроне, Карлос Кондит, Фрэнк Тригг, Адлан Амагов.

## Биография

### Начало карьеры
Лоулер дебютировал в 2001 году, выиграв первые четыре боя нокаутом.

### Ultimate Fighting Championship
Лоулер дебютировал в UFC на UFC 37 против ветерана Аарона Райли, выиграв бой единогласным решением судей. Лоулер вновь вышел в следующем месяце против Стива Бергера на UFC 37,5 и выиграл бой техническим нокаутом. В своём следующем поединке, на UFC 40, Лоулер столкнулся с другим ветераном, Тики Гон и выиграл нокаутом. Далее Лоулер сталкивается с Питом Спратт на UFC 42 и проигрывает вследствие травмы бедра. Лоулер вернулся, чтобы одержать победу над боксёром и неплохим специалистом по борьбе Крисом Лито, выиграв бой единогласным решением на UFC 45. В следующем бою Лоулер сталкиваются с бывшим чемпионом WEC в полусреднем весе, будущим чемпионом Strikeforce в полусреднем весе Ником Диасом на UFC 47. Лоулер проигрывает бой нокаутом. Лоулер снова проигрывает поединок на UFC 50 против Эвана Таннера, который становится чемпионом UFC в среднем весе в своём следующем поединке.
После победы над Нико Прайсом на UFC290 завершил профессиональную карьеру бойца.

## Титулы и достижения

### Смешанные единоборства
- Ultimate Fighting Championship
  - Чемпион UFC в полусреднем весе (один раз,)
  - Две успешные защиты титула.
  - Обладатель премии «Лучший бой года» (2014) против Джони Хендрикса на UFC 171
  - Обладатель премии «Лучший бой вечера» (четыре раза) против Джони Хендрикса, Мэтта Брауна, Рори Макдональда и Карлоса Кондита
  - Обладатель премии «Лучший нокаут вечера» (один раз) против Джоша Косчека
  - Лучший боец года (2014)
- Elite Xtreme Combat
  - Чемпион EliteXC в среднем весе (один раз, последний)
- ICON Sport
  - Чемпион ICON Sport в среднем весе (два раза)
- Superbrawl
  - Чемпион Superbrawl в среднем весе (один раз, последний)
- World MMA Awards
  - Лучший боец года (2014)[4]
- Sherdog
  - Лучший нокаут года (2010) против Мелвина Манхуфа[5]
  - Лучший боец года (2014)[6]
  - Лучший бой года (2014) против Джони Хендрикса на UFC 171[7]
- MMAinsider.net
  - Прорыв года (2013)[8]
- MMAfighting.com
  - Лучший боец года (2014)[9]
  - Лучший бой года (2014) против Джони Хендрикса на UFC 171[10]
- MMAJunkie.com
  - Лучший бой месяца (март 2014) против Джони Хендрикса на UFC 171[11]
  - Лучший бой месяца (июль 2015) против Рори Макдональда на UFC 189[12]
- Bleacher Report
  - Лучший боец года (2014)[13]
  - Лучший бой года (2014) против Джони Хендрикса на UFC 171[14]

## Статистика
| Боёв 47         | Побед 30 | Поражений 16 |
| --------------- | -------- | ------------ |
| Нокаутом        | 22       | 4            |
| Сдачей          | 1        | 6            |
| Решением        | 7        | 6            |
| Не состоявшихся | 1        | 1            |

| Результат    | Рекорд    | Соперник          | Способ                                                    | Турнир                                | Дата             | Раунд | Время | Место                  | Примечание |
| ------------ | --------- | ----------------- | --------------------------------------------------------- | ------------------------------------- | ---------------- | ----- | ----- | ---------------------- | --- |
| Победа       | 30-16 (1) | Нико Прайс        | KO (удары)                                                | UFC 290                               | 8 июля 2023      | 1     | 0:38  | Лас-Вегас, Невада, США | Выступление вечера. После боя заявил о завершении карьеры.                                                                   |
| Поражение    | 29-16 (1) | Брайн Барберена   | TKO (удары руками)                                        | UFC 276                               | 2 июля 2022      | 2     | 4:47  | Лас-Вегас, США         | "Лучший бой вечера". |
| Победа       | 29-15 (1) | Ник Диаз          | TKO (удар рукой)                                          | UFC 266                               | 25 сентября 2021 | 3     | 0:44  | Лас-Вегас, Невада, США | |
| Поражение    | 28-15 (1) | Нил Магни         | Единогласное решение                                      | UFC Fight Night: Smith vs. Rakić      | 29 августа 2020  | 3     | 5:00  | Лас-Вегас, США         | |
| Поражение    | 28-14 (1) | Колби Ковингтон   | Единогласное решение                                      | UFC Fight Night: Covington vs. Lawler | 3 августа 2019   | 5     | 5:00  | Нью-Джерси, США        | |
| Поражение    | 28-13 (1) | Бен Аскрен        | Удушающий приём (бульдог)                                 | UFC 235                               | 2 марта 2019     | 1     | 3:20  | Лас-Вегас, США         | |
| Поражение    | 28-12 (1) | Рафаэл дус Анжус  | Единогласное решение                                      | UFC on Fox 26: Lawler vs Dos Anjos    | 16 декабря 2017  | 5     | 5:00  | Канада, США            | |
| Победа       | 28-11 (1) | Дональд Серроне   | Единогласное решение                                      | UFC 214                               | 30 июля 2017     | 3     | 5:00  | Анахаем, США           | |
| Поражение    | 27-11 (1) | Тайрон Вудли      | КО (удар рукой и добивание)                               | UFC 201                               | 30 июля 2016     | 1     | 2:12  | Атланта, США           | Утратил титул чемпиона UFC в полусреднем весе.                                                                               |
| Победа       | 27-10 (1) | Карлос Кондит     | Раздельное решение                                        | UFC 195                               | 2 января 2016    | 5     | 5:00  | Лас-Вегас, США         | Защитил титул чемпиона UFC в полусреднем весе. «Лучший бой вечера».                                                          |
| Победа       | 26-10 (1) | Рори Макдональд   | Технический нокаут (удары)                                | UFC 189                               | 11 июля 2015     | 5     | 1:00  | Лас-Вегас, США         | Защитил титул чемпиона UFC в полусреднем весе. «Лучший бой вечера». Бой года. Бой вошел в Зал славы UFC                      |
| Победа       | 25-10 (1) | Джонни Хендрикс   | Раздельное решение                                        | UFC 181                               | 6 декабря 2014   | 5     | 5:00  | Лас-Вегас, США         | Завоевал титул чемпиона UFC в полусреднем весе.                                                                              |
| Победа       | 24-10 (1) | Мэтт Браун        | Единогласное решение                                      | UFC on Fox: Lawler vs. Brown          | 26 июля 2014     | 5     | 5:00  | Сан-Хосе, США          | Бой за статус претендента на титул чемпиона UFC в полусреднем весе; Браун не уложился в вес (78,25 кг). «Лучший бой вечера». |
| Победа       | 23-10 (1) | Джейк Элленбергер | Технический нокаут (удар коленом и удары руками)          | UFC 173                               | 24 мая 2014      | 3     | 3:06  | Лас-Вегас, США         | |
| Поражение    | 22-10 (1) | Джонни Хендрикс   | Единогласное решение                                      | UFC 171                               | 15 марта 2014    | 5     | 5:00  | Даллас, США            | Бой за титул чемпиона UFC в полусреднем весе. «Лучший бой вечера».                                                           |
| Победа       | 22-9 (1)  | Рори Макдональд   | Раздельное решение                                        | UFC 167                               | 16 ноября 2013   | 3     | 5:00  | Лас-Вегас, США         | |
| Победа       | 21-9 (1)  | Бобби Волкер      | Нокаут (удар ногой в голову и удары руками)               | UFC on Fox: Johnson vs. Moraga        | 27 июля 2013     | 2     | 0:24  | Сиэтл, США             | «Лучший нокаут вечера». |
| Победа       | 20-9 (1)  | Джош Косчек       | Технический нокаут (удары)                                | UFC 157                               | 23 февраля 2013  | 1     | 3:57  | Анахайм, США           | Возвращение в полусредний вес. «Лучший нокаут вечера».                                                                       |
| Поражение    | 19-9 (1)  | Лоренз Ларкин     | Единогласное решение                                      | Strikeforce: Rockhold vs. Kennedy     | 14 июля 2012     | 3     | 5:00  | Портленд, США          | |
| Победа       | 19-8 (1)  | Адлан Амагов      | Технический нокаут (удар коленом в прыжке и удары руками) | Strikeforce: Rockhold vs. Jardine     | 7 января 2012    | 1     | 1:48  | Лас-Вегас, США         | |
| Поражение    | 18-8 (1)  | Тим Кеннеди       | Единогласное решение                                      | Strikeforce: Fedor vs. Henderson      | 30 июля 2011     | 3     | 5:00  | Хоффман-Истейтс, США   | |
| Поражение    | 18-7 (1)  | Роналду Соуза     | Удушающий приём (сзади)                                   | Strikeforce: Diaz vs. Cyborg          | 29 января 2011   | 3     | 2:00  | Сан-Хосе, США          | Бой за титул чемпиона Strikeforce в среднем весе.                                                                            |
| Победа       | 18-6 (1)  | Мэтт Линдлэнд     | Нокаут (удар)                                             | Strikeforce: Henderson vs. Babalu II  | 4 декабря 2010   | 1     | 0:50  | Сент-Луис, США         | |
| Поражение    | 17-6 (1)  | Ренату Собрал     | Единогласное решение                                      | Strikeforce: Los Angeles              | 16 июня 2010     | 3     | 5:00  | Лос-Анджелес, США      | Бой в промежуточном весе (88 кг).                                                                                            |
| Победа       | 17-5 (1)  | Мелвин Манхуф     | Нокаут (удары)                                            | Strikeforce: Miami                    | 30 января 2010   | 1     | 3:33  | Санрайз, США           | |
| Поражение    | 16-5 (1)  | Джейк Шилдс       | Удушающий приём (гильотина)                               | Strikeforce: Lawler vs. Shields       | 6 июня 2009      | 1     | 2:02  | Сент-Луис, США         | Бой в промежуточном весе (82 кг).                                                                                            |
| Победа       | 16-4 (1)  | Скотт Смит        | Технический нокаут (удары руками и ногами)                | EliteXC: Unfinished Business          | 26 июля 2008     | 2     | 2:35  | Стоктон, США           | Защитил титул чемпиона EliteXC в среднем весе.                                                                               |
| Не состоялся | 15-4 (1)  | Скотт Смит        | Не состоялся (тычок пальцем в глаз)                       | EliteXC: Primetime                    | 31 мая 2008      | 3     | 3:26  | Ньюарк, США            | Сохранил титул чемпиона EliteXC в среднем весе.                                                                              |
| Победа       | 15-4      | Мурило Руа        | Нокаут (удары)                                            | EliteXC: Uprising                     | 15 сентября 2007 | 3     | 2:04  | Гонолулу, США          | Завоевал титул чемпиона EliteXC в среднем весе.                                                                              |
| Победа       | 14-4      | Фрэнк Тригг       | Нокаут (удары)                                            | ICON Sport: Epic                      | 31 марта 2007    | 4     | 1:40  | Гонолулу, США          | Завоевал титул чемпиона ICON Sport в среднем весе.                                                                           |
| Победа       | 13-4      | Эдуарду Памплона  | Технический нокаут (удары)                                | IFL: Atlanta                          | 23 февраля 2007  | 3     | 1:36  | Атланта, США           | |
| Победа       | 12-4      | Джоуи Вильясеньор | Нокаут (удар коленом в прыжке)                            | PRIDE 32                              | 21 октября 2006  | 1     | 0:22  | Лас-Вегас, США         | |
| Поражение    | 11-4      | Джейсен Миллер    | Удушающий приём (треугольник руками)                      | ICON Sport: Mayhem vs. Lawler         | 2 сентября 2006  | 3     | 2:50  | Гонолулу, США          | Утратил титул чемпиона ICON Sport в среднем весе.                                                                            |
| Победа       | 11-3      | Фаланико Витале   | Нокаут (удары)                                            | ICON Sport: Lawler vs. Niko II        | 25 февраля 2006  | 1     | 3:38  | Гонолулу, США          | Завоевал титул чемпиона ICON Sport в среднем весе.                                                                           |
| Победа       | 10-3      | Джереми Браун     | Болевой приём (рычаг локтя)                               | KOTC: Xtreme Edge                     | 17 сентября 2005 | 1     | 2:48  | Индианаполис, США      | |
| Победа       | 9-3       | Фаланико Витале   | Нокаут (удары)                                            | SuperBrawl: Icon                      | 23 июля 2005     | 2     | 4:36  | Гонолулу, США          | Завоевал титул чемпиона SuperBrawl в среднем весе.                                                                           |
| Поражение    | 8-3       | Эван Таннер       | Удушающий приём (треугольник)                             | UFC 50                                | 22 октября 2004  | 1     | 2:22  | Атлантик-Сити, США     | Дебют в среднем весе. |
| Поражение    | 8-2       | Ник Диас          | Нокаут (удар)                                             | UFC 47                                | 2 апреля 2004    | 2     | 1:31  | Лас-Вегас, США         | |
| Победа       | 8-1       | Крис Литл         | Единогласное решение                                      | UFC 45                                | 21 ноября 2003   | 3     | 5:00  | Лас-Вегас, США         | |
| Поражение    | 7-1       | Пит Спратт        | Сдача (травма бедра)                                      | UFC 42                                | 25 апреля 2003   | 2     | 2:28  | Майами, США            | |
| Победа       | 7-0       | Тики Госн         | Технический нокаут (удары)                                | UFC 40                                | 22 ноября 2002   | 1     | 1:29  | Лас-Вегас, США         | |
| Победа       | 6-0       | Стив Бергер       | Технический нокаут (удары)                                | UFC 37.5                              | 22 июня 2002     | 2     | 0:27  | Лас-Вегас, США         | |
| Победа       | 5-0       | Аарон Райли       | Единогласное решение                                      | UFC 37                                | 10 мая 2002      | 3     | 5:00  | Божер-сити, США        | |
| Победа       | 4-0       | Сабуро Кавакацу   | Технический нокаут (удары)                                | Shogun 1                              | 15 декабря 2001  | 1     | 4:49  | Гонолулу, США          | |
| Победа       | 3-0       | Марко Мацера      | Технический нокаут (удары)                                | Extreme Challenge 41                  | 13 июля 2001     | 1     | 1:19  | Дэвенпорт, США         | |
| Победа       | 2-0       | Лэндон Шоуолтер   | Нокаут (удары)                                            | IFC: Warriors Challenge 13            | 15 июня 2001     | 1     | 0:14  | Фресно, США            | |
| Победа       | 1-0       | Джон Рид          | Технический нокаут (удары)                                | Extreme Challenge 39                  | 7 апреля 2001    | 1     | 2:14  | Спрингфилд, США        | |